# Продукт (техніка)
Продукт (від лат. produce(re) - створювати) — речовина, що її одержано хімічним або іншим способом з інших речовин.

## Приклади
Продукти збагачення корисних копалин: концентрат, хвости, проміжний продукт (промпродукт).
Продукти вибуху — продукти хімічного перетворення вибухової речовини: вуглекислий газ, оксид вуглецю (чадний газ), оксиди азоту, водяна пара, вода і вуглець у вигляді сажі, оксиди алюмінію та ін.